# Georg Wilhelm de Hesse-Darmstadt
Georg Wilhelm de Hesse-Darmstadt (11 iulie 1722 – 21 iunie 1782) a fost Prinț de Hesse-Darmstadt și strămoș al multor membri ai familiilor regale din secolul al XIX-lea. S-a născut la Darmstadt.

## Arbore genealogic
1. 1 2  Czech National Authority Database, accesat în 29 ianuarie 2023
2. 1 2  Czech National Authority Database, accesat în 1 martie 2022